# Giacomo di Belsito
Giacomo di Belsito, pseudonimo di Giacomo Caccavale (San Paolo Bel Sito, 1º dicembre 1885 – Milano, 1º dicembre 1939), è stato un giornalista, scrittore e traduttore italiano.

## Biografia
Nacque in provincia di Napoli. Giornalista, francesista e scrittore, di Belsito partecipò alla Marcia su Roma e fu tra i fondatori de Il Popolo d'Italia, giornale cui collaborò fino alla sua morte e di cui fu firma di spicco. Per la rivista Ardita, mensile del Popolo d'Italia, scrisse per la rubrica Drammatica, rimpiazzando nel 1921 il vecchio curatore della sezione, Guido Stacchini. Il suo debutto letterario avvenne nel 1921 con la raccolta di racconti La beffa dell'amore; nell'ambito della saggistica aveva già prodotto diversi scritti sulla letteratura francese e sulla prima guerra mondiale. Intensa fu la sua attività di traduttore, che lo vide dapprima occuparsi di scrittori cosiddetti minori per poi giungere a tradurre libri di Hugo, Maupassant, Stendhal, Verne e Dumas. Il suo funerale, tenutosi a Milano, fu presenziato da personalità di rilievo del regime fascista e lo stesso Mussolini omaggiò il suo collaboratore inviandogli personalmente una corona di fiori.

## Opere

### Narrativa
- La beffa dell'amore, Milano, Quintieri, 1921
- Ricciolino, Sesto San Giovanni, Barion, 1927
- Il trillo del diavolo, Milano, Barion, 1930
- La figlia dell'esule: romanzo napoletano del 1820, Milano, Ravagnati, 1933
- L'amore nel turbine, Milano, Minerva, 1935
- Il castello di sabbia, Milano, Sonzogno, 1938

### Saggi
- Carlo Baudelaire: vita aneddotica, Milano, Quintieri, 1914
- La rivoluzione francese: memorie di un istitutore, Milano, Quintieri, 1914
- Per conoscere Balzac, Milano, Quintieri, 1915
- Gli scrittori della Francia d'oggi, Milano, Quintieri, 1917
- La strenna dei profughi: gennaio 1918, Milano, Mercurio, 1918
- Alessandro e Carlo Poerio, Milano, Zucchi, 1937

### Traduzioni
- Gyp, Il matrimonio di chiffon, Milano, Varietas, 1914
- Jean Richepin, Buona gente, Milano, Casa Editrice Italia, 1920
- Alphonse Daudet, Mogli d'artisti, Milano, Caddeo, 1922
- Paul Bourget, Il paravento, Milano, Barion, 1924
- Paul Bourget, Uno scrupolo, Milano, Barion, 1924
- Paul Hervieu, L'armatura, Milano, Sonzogno, 1925
- Gyp, La felicità di Ginetta, Milano, Barion, 1925
- Alphonse Daudet, Tartarino di Tarascona, Milano, Barion, 1926
- Prosper Mérimée, Carmen, Sesto San Giovanni, Barion, 1927
- Gyp, L'innamorato di Lina, Sesto San Giovanni, Barion, 1927
- Prosper Mérimée, Colomba, Sesto San Giovanni, Barion, 1928
- Victor Hugo, I lavoratori del mare, Sesto San Giovanni, Barion, 1928
- Guy de Maupassant, Yvette, Sesto San Giovanni, Barion, 1928
- Stendhal, Il rosso e il nero, Sesto San Giovanni, Barion, 1930
- Alexandre Dumas padre, Vent'anni dopo, Sesto San Giovanni, Barion, 1933
- Jules Verne, Il giro del mondo in 80 giorni, Sesto San Giovanni, Barion, 1934
- Guy de Maupassant, Pietro e Giovanni, Milano, Treves, 1935
- Pierre Loti, Pescatore d'Islanda, Milano, Aurora, 1937
- Joseph Jacquin; Aristide Fabre, I piccoli naufraghi del "Titanic", Sesto San Giovanni, Barion, 1938
- Jules Verne, Un inverno tra i ghiacci, Sesto San Giovanni, Barion, 1938